# Kalanchoe grandidieri
Kalanchoe grandidieri ist eine Pflanzenart der Gattung Kalanchoe in der Familie der Dickblattgewächse (Crassulaceae).

## Beschreibung

### Vegetative Merkmale
Kalanchoe grandidieri ist ein sehr kräftiger, ausdauernder, vollständig kahler Strauch, der Wuchshöhen von bis zu 3 Metern erreicht. Die aufrechten, weißlichen, etwas verzweigten Triebe weisen einen Durchmesser von 2 bis 7 Zentimetern auf und besitzen eine harzige Rinde. Die sitzenden, sehr fleischigen Laubblätter sind hart und schwer. Die längliche, verkehrt eiförmige bis spatelige Blattspreite ist 4 bis 15 Zentimeter lang, 2 bis 7 Zentimeter breit und bis zu 1 Zentimeter dick. Ihre Spitze ist stumpf und trägt ein aufgesetztes Spitzchen. Die Basis ist verschmälert, der Blattrand ganzrandig.

### Generative Merkmale
Der Blütenstand ist eine schmale Thyrse und erreicht eine Länge von 20 bis 50 Zentimetern. Der Blütenstandsstiel ist 40 bis 60 Zentimeter lang. Die massiven, aufrechten bis nickenden Blüten stehen an fleischigen, 6 bis 8 Millimeter langen Blütenstielen. Ihr glockenförmiger Kelch ist grün, die Kelchröhre 1 bis 3,5 Millimeter lang. Die breit dreieckigen, zugespitzten Kelchzipfel sind 1 bis 4 Millimeter lang und ebenso breit. Die fleischigen Kronblätter sind violett. Die urnenförmige, scharf vierkantige Kronröhre ist 12 bis 25 Millimeter lang und weist einen Durchmesser von 7 bis 10 Millimetern auf. Ihre eiförmigen Kronzipfel tragen ein spitzes aufgesetztes Spitzchen. Sie weisen eine Länge von 4 bis 7,5 Millimetern auf und sind 4 bis 5,5 Millimeter breit. Die Staubblätter sind oberhalb der Mitte der Kronröhre angeheftet und ragen nicht aus der Blüte heraus. Die eiförmigen, gelben Staubbeutel sind etwa 2 Millimeter lang. Die mehr oder weniger rechteckigen Nektarschüppchen weisen eine Länge von etwa 2 Millimetern auf. Das eiförmig-längliche Fruchtblatt weist eine Länge von 9 bis 12 Millimetern auf. Der Griffel ist 5 bis 6 Millimeter lang.
Die länglichen Samen erreichen eine Länge von 1 bis 4 Millimetern.

## Systematik und Verbreitung
Kalanchoe grandidieri ist im Südwesten von Madagaskar auf Kalkfelsen verbreitet. 
Die Erstbeschreibung durch Henri Ernest Baillon wurde 1888 veröffentlicht.

## Nachweise